# Ogasawarana
Ogasawarana es un género de molusco gasterópodo de la familia Helicinidae en el orden de los Archaeogastropoda.

## Especies
Las especies de este género son:
- Ogasawarana arata[2]
- Ogasawarana capsula[2]
- Ogasawarana chichijimana
- Ogasawarana comes[2]
- Ogasawarana discrepans[2]
- Ogasawarana habei[2]
- Ogasawarana hirasei[2]
- Ogasawarana metamorpha
- Ogasawarana nitida[2]
- Ogasawarana ogasawarana
- Ogasawarana optima[2]
- Ogasawarana rex
- Ogasawarana yoshiwarana[2]